# Едвин Пиърс
Едвин Пиърс (на английски: Edwin Pears) е английски журналист, юрист и историк. Известен в България като редовен кореспондент на лондонския вестник „Дейли Нюз” в Цариград. Като такъв описва и публикува събитията по време на Априлското въстание (1876). Ярък застъпник на българската национална кауза.

## Биография

### Ранен живот и образование
Едвин Пиърс е роден на 18 март 1835 година в Йорк, Англия. Завършва право с отличие в Лондонския университет.

### Професионална кариера
Пиърс се установява в Цариград в 1873 година като адвокат в английския екстратериториален консулски съд. Постепенно става един от първенците на английската колония в Цариград. Той е редовен цариградски кореспондент на вестник „Дейли Нюз“, както и на редица други вестници и списания. Автор е на няколко книги, сред които са „Падането на Цариград“, „Разрушението на гръцката империя“, „Турция и народите ѝ“, издадена в 1911 година, и други. Специалист е по Източния въпрос. Пиърс е автор на съдбоносна статия от 23 юни 1876 година в опозиционния лондонски вестник „Дейли Нюз“, описваща зверствата при потушаването на въстанието. Жестокото потушаване на въстанието и отзвука на зверствата в Европа са повод за провеждане на Цариградската конференция.
Пиърс умира на 27 ноември 1919 г. в Малта при злополука по време на пътуването му от Цариград към Англия.